# Соколово (городской округ Шаховская)
Соколово — деревня в городском округе Шаховская Московской области.

## Население
| 1859 | 1926 | 2002 | 2006 | 2010 |
| ---- | ---- | ---- | ---- | ---- |
| 101  | ↗147 | ↘9   | ↘6   | ↗9   |

## География
Деревня расположена в южной части округа, у границы с Можайским районом и Смоленской областью, примерно в 26 км к югу от райцентра Шаховская, на левом берегу реки Иночи, высота центра над уровнем моря 218 м. Ближайшие населённые пункты — Панюково на востоке и Кожино Можайского района на юго-востоке.
В деревне имеется Центральная улица, приписано садоводческое товарищество (СНТ) «Росинка».
В деревне останавливаются автобусы, следующие до райцентра.

## Исторические сведения
В 1769 году Соколова — деревня Хованского стана Волоколамского уезда Московской губернии в составе большого владения коллежского советника Владимира Федоровича Шереметева. В деревне 14 дворов и 46 душ.
В середине XIX века деревня Соколово относилась к 1-му стану Волоколамского уезда и принадлежало поручику Ивану Васильевичу Сатину. В деревне было 17 дворов, крестьян 51 душа мужского пола и 56 душ женского.
В «Списке населённых мест» 1862 года — владельческая деревня 1-го стана Волоколамского уезда Московской губернии по правую сторону Московского тракта, шедшего от границы Зубцовского уезда на город Волоколамск, в 50 верстах от уездного города, при речке Иночи, с 15 дворами и 101 жителем (46 мужчин, 55 женщин).
По данным на 1890 год входила в состав Серединской волости, число душ мужского пола составляло 48 человек.
В 1913 году — 22 двора.
По материалам Всесоюзной переписи населения 1926 года — деревня Панюковского сельсовета, в которой проживало 147 человек (63 мужчины, 84 женщины) и насчитывалось 29 крестьянских хозяйств.
С 1929 года — населённый пункт в составе Шаховского района Московской области.
1994—2006 гг. — деревня Дорского сельского округа Шаховского района.
2006—2015 гг. — деревня сельского поселения Серединское Шаховского района.
2015 г. — н. в. — деревня городского округа Шаховская Московской области.